# Le Cuing
Le Cuing (okzitanisch Eth Cunh) ist eine französische Gemeinde mit 479 Einwohnern (Stand 1. Januar 2022) im Département Haute-Garonne in der Region Okzitanien (vor 2016 Midi-Pyrénées); sie gehört zum Arrondissement Saint-Gaudens und zum Kanton Saint-Gaudens. Die Einwohner werden Cugnois genannt.

## Geografie
Die Gemeinde Le Cuing liegt in der historischen Provinz Comminges auf dem östlichen Plateau von Lannemezan zwischen den Flüssen Louge und Noue, zehn Kilometer nordwestlich von Saint-Gaudens. Umgeben wird Le Cuing von den Nachbargemeinden Saint-Plancard im Norden, Larroque im Norden und Nordosten, Lodes und Saint-Ignan im Osten, Saux-et-Pomarède im Südosten, Bordes-de-Rivière im Süden und Südosten, Clarac im Süden, Ponlat-Taillebourg im Südwesten sowie Loudet im Westen.

## Bevölkerungsentwicklung
| Jahr                       | 1962 | 1968 | 1975 | 1982 | 1990 | 1999 | 2010 | 2020 |
| Einwohner                  | 352  | 336  | 342  | 380  | 374  | 351  | 424  | 476  |
| Quellen: Cassini und INSEE |      |      |      |      |      |      |      |      |

## Sehenswürdigkeiten

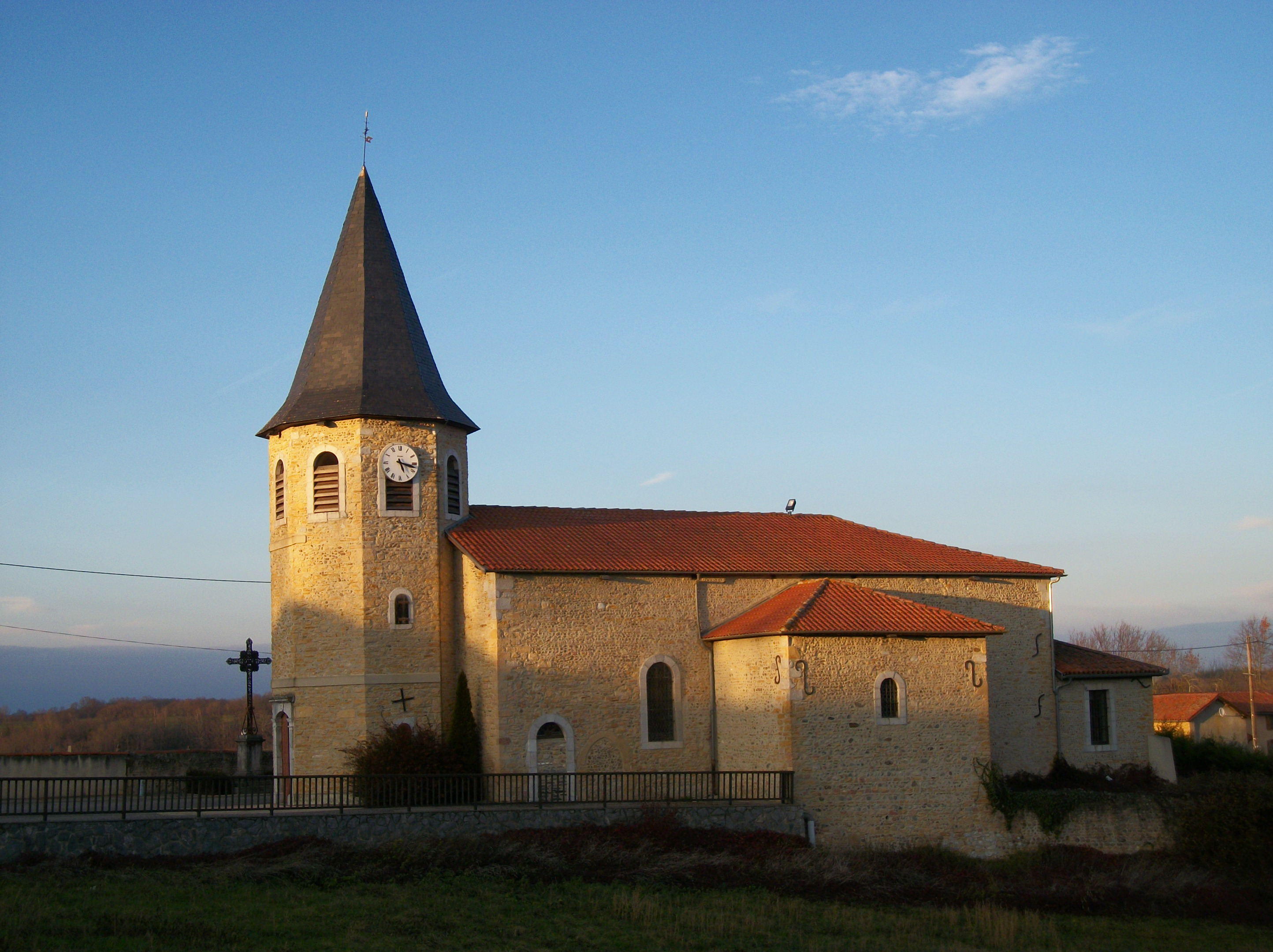
Kirche Saint-Pierre
- Burgruine
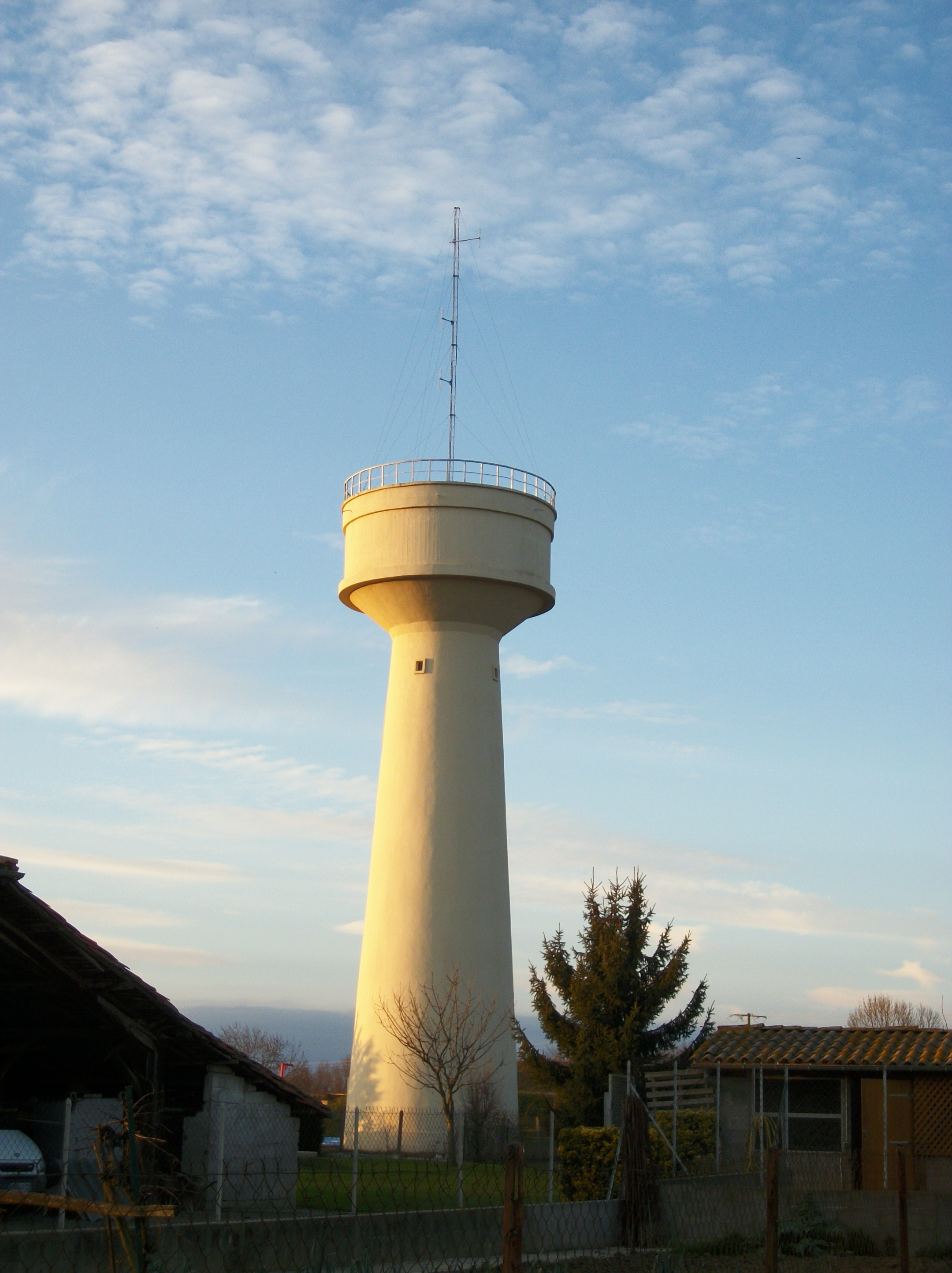
Wasserturm
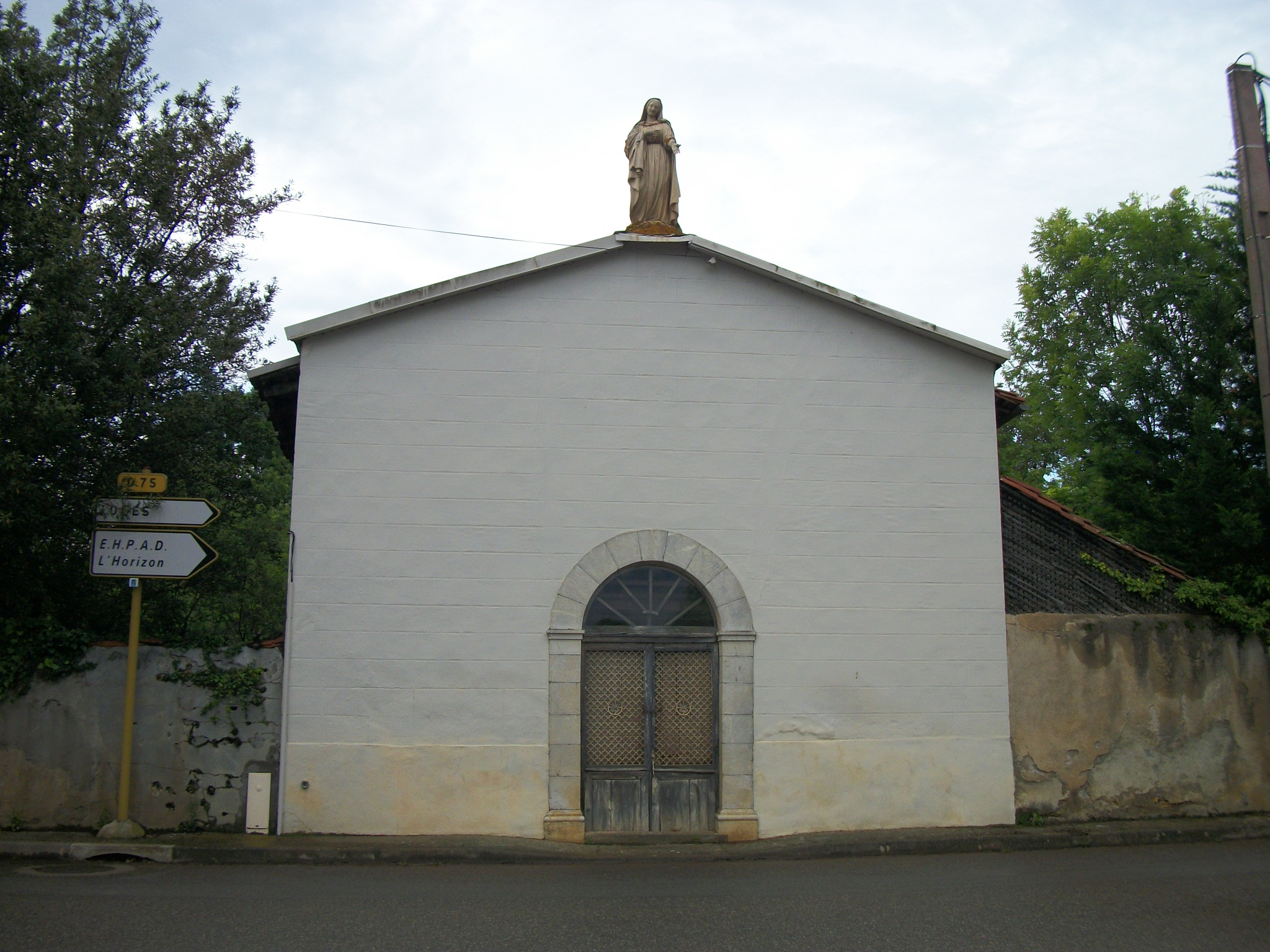
Kapelle des Klosters der Unbefleckten Empfängnis
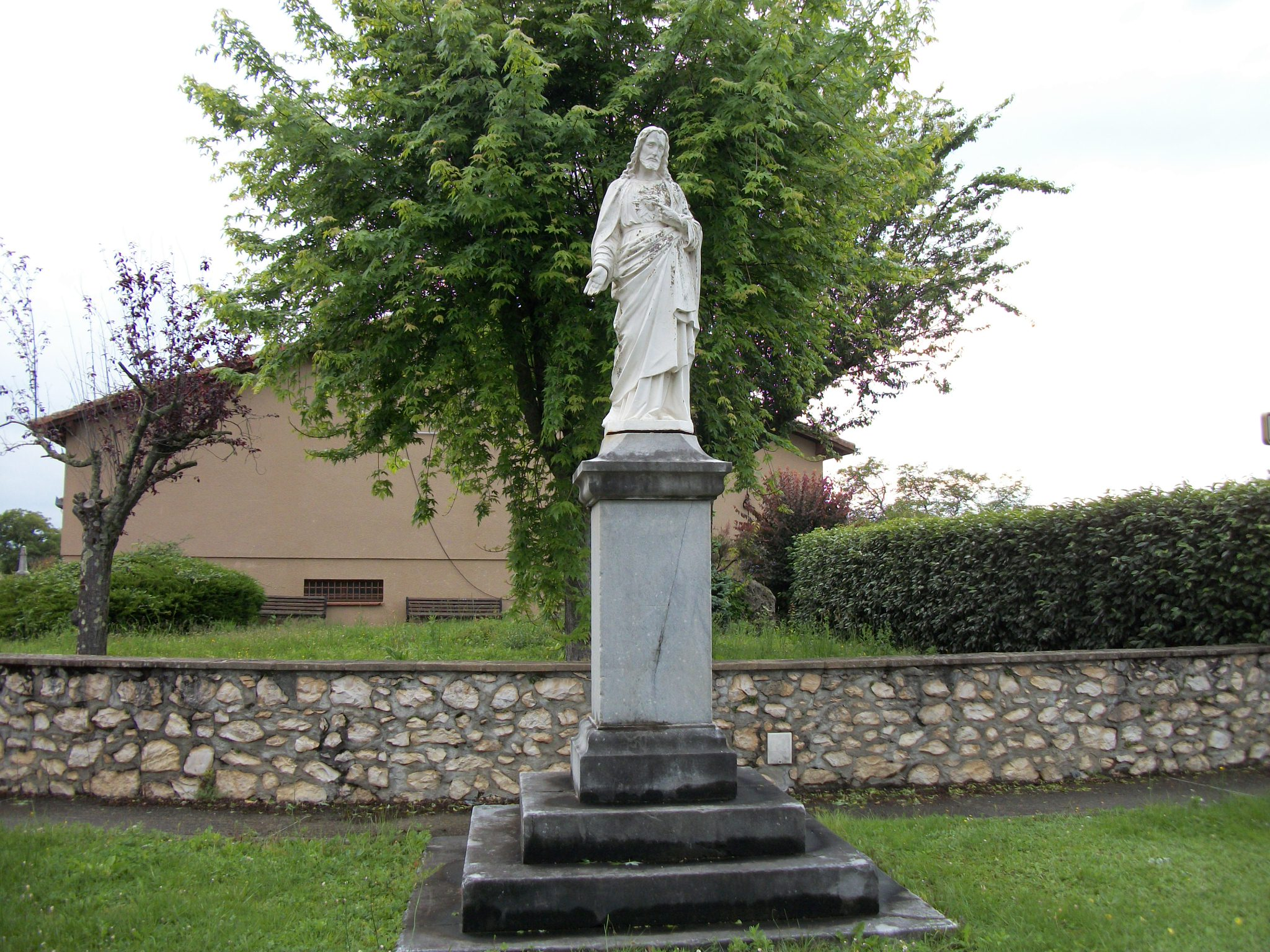
Lesusstatue
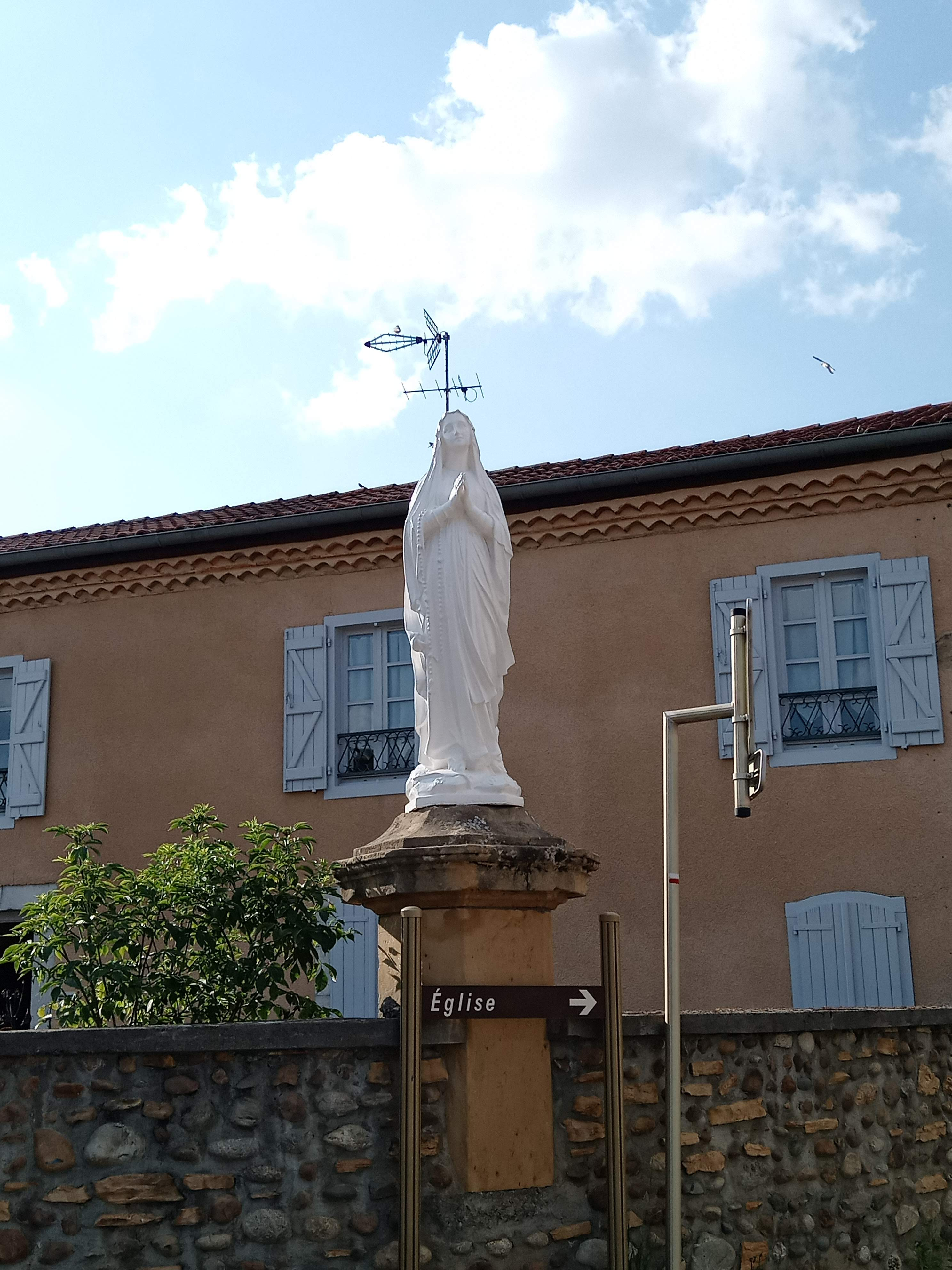
Marienstatue

- Kirche Saint-Pierre
- Wasserturm
- Kapelle des Klosters der Unbefleckten Empfängnis
- Lesusstatue
- Marienstatue